# Demencia frontotemporal
La demencia frontotemporal (DFT), también llamada enfermedad de degeneración frontotemporal  o trastorno neurocognitivo frontotemporal , es un síndrome clínico causado por la degeneración del lóbulo frontal del cerebro humano, que puede extenderse al lóbulo temporal. Es uno de los tres síndromes provocados por la degeneración lobular frontotemporal, la tercera causa más común de demencia y la segunda más común de demencia de inicio temprano (menos de 65 años) tras la enfermedad de Alzheimer. Generalmente, involucra a pacientes con rangos de edad de 45 a 65 años.

## Signos y síntomas
Los síntomas pueden clasificarse a grandes rasgos en dos grupos, en función de las características que resultan afectadas relacionadas con las funciones del lóbulo frontal: síntomas conductuales (y/o cambios en la personalidad), y síntomas relacionados con deterioro de las funciones ejecutivas.
- Los síntomas conductuales incluyen apatía o letargia, agresividad y desinhibición (ya sea espontánea o por oposición). Es habitual en los pacientes apáticos manifestar síntomas de retraimiento social; permanecer todo el día en la cama y no preocuparse de sí mismos. Por su parte, los pacientes desinhibidos pueden realizar comentarios o comportamientos inapropiados, en ocasiones de contenido sexual. Los afectados por una DFT también pueden verse en ocasiones envueltos en problemas legales debidos a comportamientos inapropiados, como el robo. Los hallazgos más recientes indican que los síntomas psicóticos son infrecuentes, posiblemente debido a la escasa afectación de la zona límbica-temporal en este trastorno [cita requerida]. Se calcula que aproximadamente el 2% de los pacientes con DFT muestran sintomatología con delirios, en ocasiones con ideación paranoide; las alucinaciones son infrecuentes. El porcentaje de aparición de este tipo de sintomatología es significantemente inferior al caso de los enfermos de Alzheimer, para los que se calcula que existe un 20% de casos con síntomas de delirios y paranoia.[2]
- Las funciones ejecutivas se refieren a las habilidades cognitivas para planificar y organizar secuencias de acciones. Los pacientes pueden llegar a ser incapaces de desarrollar acciones que requieran una planificación o secuenciación compleja.[3]

Las habilidades lingüísticas pueden resultar afectadas de diversas formas en ambos tipos de sintomatología. Algunos pacientes conservan una fluencia correcta desde el punto de vista fonológico y sintáctico, pero presentan dificultades en la denominación y comprensión de palabras. A esto se le conoce como demencia semántica, y se debe a una atrofia de los lóbulos temporales anteriores, habitualmente con un patrón asimétrico. Por el contrario, otros pacientes presentan una fluencia deteriorada debida a dificultades articulatorias, así como errores fonológicos y/o sintácticos, pero mantienen preservada la comprensión de palabras, lo que indicaría una afasia progresiva no fluente.
Además de la característica disfunción cognitiva, pueden presentarse signos de liberación frontal en forma de reaparición de reflejos primitivos. Habitualmente, el primero de estos signos en aparecer es el reflejo palmomentoniano, que se presenta relativamente pronto dentro del curso de la enfermedad. Más adelante aparecen el reflejo palmar y el reflejo de búsqueda.
En un reducido número de casos, la DFT puede presentarse en pacientes con enfermedad de motoneurona (también conocida como esclerosis lateral amiotrófica). El pronóstico de evolución para pacientes con ELA combinada con DFT es peor que para los que sufren la enfermedad sola, acortándose en aproximadamente un año la esperanza de vida.

## Patología
Se han publicado una serie de estudios buscando identificar las bases patológicas de la demencia frontotemporal. Al igual que en otros síndromes asociados a la degeneración lobular frontotemporal, la DFT se asocia con diversas patologías:
- Enfermedad de Pick (con inclusiones tau 3R).
- Otras patologías tau-positivas, como la demencia frontotemporal y parkinsonismo ligado al cromosoma 17, la degeneración corticobasal y la parálisis supranuclear progresiva.
- Degeneración lobular frontotemporal con inclusiones ubiquitina positiva, tau negativa y alfa-sinucleína negativa, con o sin degeneración de motoneurona (recientemente caracterizada por inclusiones nucleares y citoplasmáticas de proteína TDP-43).
- Demencia sin rasgos histológicos específicos.
- En casos poco frecuentes se han encontrado algunos pacientes diagnosticados clínicamente de DFT en cuya autopsia se han identificado algunas características propias de la enfermedad de Alzheimer.[5]

## Diagnóstico
De acuerdo con los criterios del DSM-IV, el diagnóstico es fundamentalmente clínico, incluyendo cambios conductuales y alteraciones en el lenguaje. También se utilizan técnicas de neuroimagen y tests neuropsicológicos.
Los estudios estructurales realizados con resonancia magnética suelen revelar una atrofia de los lóbulos frontal y/o anterior, pero en las primeras fases de la enfermedad, los resultados de la resonancia pueden ser normales. El registro de imágenes en distintas fases de la evolución de la enfermedad (por ejemplo, con un lapso de un año) pueden mostrar evidencias de atrofia al comparar los resultados, en casos en los que la observación independiente (sin una imagen previa de referencia) la atrofia podría pasar desapercibida. No obstante, hay varios grupos de investigación buscando medios de realizar un diagnóstico temprano de DFT mediante otras técnicas (resonancia magnética espectroscópica, técnicas funcionales, medición del adelgazamiento cortical, etc.). Las pruebas efectuadas mediante tomografía por emisión de positrones suelen mostrar un hipometabolismo frontal y/o temporal anterior, lo que supone una diferencia con la enfermedad de Alzheimer, donde suele encontrarse hipometabolismo biparietal.
Los metaanálisis basados en técnicas de neuroimagen muestran que la demencia afecta principalmente al área frontomedial, relacionada con la cognición social y la teoría de la mente. Esto concuerda completamente con la noción de que, con base en las pruebas neuropsicológicas, la corteza ventromedial prefrontal es el foco principal del deterioro en las primeras fases del curso de la variante conductual de la degeneración frontotemporal. Los subtipos lingüísticos de la degeneración lobular frontotemporal (la demencia semántica y la afasia progresiva no fluente) pueden diferenciarse regionalmente de esta forma mediante las técnicas de visualización in vivo.

## Estudios genéticos
Una alta proporción de los casos de DFT muestran un componente familiar, probablemente mayor que en el caso de la enfermedad de Alzheimer. Hay dos mutaciones conocidas que se asocian con la DFT:
- Demencia frontotemporal tau-positiva con parkinsonismo ligado al cromosoma 17 (DFTP-17), con mutaciones en el gen MAPT del cromosoma 17.[10]
- Degeneración lobular frontotemporal tau-negativa, ubiquitina-positiva (DLFT-U; TDP-43 positiva) con mutaciones de progranulina (también en el cromosoma 17).

No obstante, se estima que cada uno de estos dos genes solo provoca entre el 5 y el 10% de los casos totales de DFT, por lo que se supone que existen otros genes o componentes hereditarios responsables del alto grado de heredabilidad de la DFT.

## Tratamiento
No existe un tratamiento curativo conocido para la DFT. Los cuidados de apoyo son esenciales. Los medicamentos como el utilizado en otras demencias como el Alzheimer (donepezilo, rivastigmina, galantamina o memantina) no aportan ningún beneficio terapéutico a los enfermos de DFT. Por tanto, puede ser necesario, según la evolución clínica de cada uno de los pacientes, el tratamiento de los síntomas conductuales (por ejemplo, ISRS para la depresión; neurolépticos atípicos para la agresividad, etc.). Dado que la DFT es la demencia con una tasa de aparición más temprana (entre los 40 y los 50 años, aunque pueden darse casos en personas de más de 65 años), muchos pacientes aún tienen hijos a su cargo, por lo que puede afectar gravemente al núcleo familiar, sobre todo en la variante caracterizada por graves daños en la esfera de la personalidad, con frecuentes cambios de humor, agresividad, y/o quebrantamiento de normas sociales. Es recomendable el seguimiento e intervención neuropsicológica.

## Diagnóstico evolutivo
La esperanza de vida media desde el momento de aparición del diagnóstico es de ocho años. Un rasgo distintivo de esta enfermedad es cuando aparecen los síntomas del Síndrome de Klüver-Bucy  en la última etapa de la evolución de la DFT, lo que suele significar una sobrevida a partir de ese momento inferior a los dos años.